# Assassin's Creed: Brotherhood
Assassin's Creed: Brotherhood là một video game thể loại hành động phiêu lưu trong một thế giới mở có nội dung mang tính lịch sử - viễn tưởng được phát triển bởi Ubisoft Montreal dành cho các hệ máy Play Station 3, XBox 360, Microsoft Windows và Mac OS X. Game được phát hành trên Play Station 3 vào tháng 10 năm 2010, XBox 360 vào tháng 12 năm 2010, Microsoft Windows vào tháng 3 năm 2011 và Mac vào tháng 5 năm 2011. Đây là phiên bản chính thứ ba của dòng game Assassin's Creed và là phần thứ hai trong bộ ba tác phẩm nói về sát thủ Ezio Auditore da Firenze. Game là phiên bản tiếp theo của Assassin's Creed II, với Ezio và Desmond vẫn là nhân vật chính. Đây là bản đầu tiên của dòng game có phần chơi mạng.
Assassin Creed: Brotherhood diễn ra ngay lập tức sau các sự kiện của Assassin Creed II. Sau khi chạy trốn cuộc tấn công của Templar, Desmond Miles cùng các thành viên Assassin tiếp tục dùng cỗ máy Animus 2.0 để truy cập vào ký ức của sát thủ Ezio - một thành viên Assassin nổi tiếng sống vào thời kỳ Phục hưng ở Ý thế kỷ 16, nhằm tìm kiếm manh mối ngăn chặn tận thế 2012. Trò chơi được thiết lập trong môi trường thế giới mở với góc nhìn người thứ ba, phong cách chơi chủ yếu là phiêu lưu hành động kết hợp lén lút tương tự như các phiên bản trước. Trò chơi đã nhận được sự hoan nghênh cùng với nhiều giải thưởng bao gồm một giải BAFTA là Best Action Game (Trò chơi Hành động Hay nhất). Phần tiếp theo của Brotherhood là Assassin's Creed: Revelations, viết tiếp câu chuyện của Ezio khi ông đặt chân đến Constantinopolis.

## Cách chơi
Assassin Creed: Brotherhood là một video game hành động phiêu lưu nhấn mạnh đến sự phi tuyến, phong cách thế giới mở, hệ thống di chuyển theo kiểu parkour, ẩn núp trong đám đông, ám sát và chiến đấu cận chiến. Hệ thống chiến đấu rất đa dạng và lần đầu tiên trong series, nhà phát triển đã cung cấp một chế độ chơi mạng hoàn toàn mới bên cạnh khoảng 15 giờ chơi đơn.
Trò chơi giới thiệu một hệ thống quản lý mới: người chơi có thể tuyển mộ thành viên cho tổ chức sát thủ của mình bằng cách tiêu diệt 12 "tháp Borgia" xung quanh Rome, nơi quân đội của Giáo hoàng đang đóng quân và sau đó giải cứu những người dân đang bị quân lính tấn công. Ezio có thể dùng những sát thủ này hỗ trợ cho mình hoặc gửi đi các nơi thực hiện nhiệm vụ, đổi lại sẽ là tiền thưởng và cấp độ của các thành viên đó. Nhiệm vụ có 5 mức độ từ dễ đến khó; cử đi càng nhiều sát thủ và cấp độ càng cao sẽ nâng khả năng thành công lên càng nhiều. Nếu nhiệm vụ thất bại các sát thủ sẽ chết, đồng nghĩa với việc Ezio phải tuyển mộ lại người mới thay thế. Một số loại dụng cụ và vũ khí mới được bổ sung, ví dụ như nỏ, phi tiêu độc, dù giúp Ezio nhảy xuống từ các khu vực cao...Leonardo Da Vinci vẫn đóng vai trò là người cung cấp nhiều loại vũ khí đặc trưng cho Ezio.
Bối cảnh trò chơi tập trung chủ yếu tại Rome, nơi đã trở thành đống đổ nát do sự tham nhũng của Giáo hoàng Borgia và các Templar; tương phản với sự xa hoa trụy lạc của thành Vantican là sự đói khổ lầm than của nhân dân thành Rome. Cũng giống như thị trấn Monteriggioni trong Assassin Creed II, người chơi có thể đầu tư vào thành phố, chứng kiến sự phát triển của nó, và thu lợi nhuận. Phá hủy "tháp Borgia" sẽ giúp mở khóa các khu vực mà các tháp này kiểm soát, từ đó người chơi có thể mở cửa các cửa hiệu, mua đất, sửa chữa lại hệ thống cấp nước... trong khu vực đó. Một vài loại cửa hiệu mới được bổ sung như ngân hàng và tàu ngựa. Ngoài ra còn có một hệ thống đường hầm cho phép người chơi di chuyển đến khu vực khác nhau của thành phố một cách dễ dàng. 
Rome là thành phố lớn nhất từng được tạo ra so với 2 phiên bản đầu tiên (Rome lớn hơn ba lần so với Florence trong Assassin Creed II) và bao gồm năm khu vực: Vatican (Vaticano), Central (Centro), Trans-Tiber (Trastevere), Country (Campagna) và Antique (Antico). Không giống như các phiên bản trước, trò chơi không cho Ezio qua lại giữa các thành phố khác nhau; hầu hết các sự kiện trong game diễn ra tại Rome. Bù lại người chơi có thể tham quan một số địa điểm ngoài thành Rome như bến cảng Naples, một phần của Navarre, Tây Ban Nha, Valnerina, hồ Nevi và thị trấn Monteriggioni. Rome cũng có hệ thống các hầm ngầm phong phú và nhiều nhiệm vụ phụ của trò chơi diễn ra trong các hầm ngầm này.
Hệ thống chiến đấu đã được sửa đổi. Kẻ thù trở nên hung hăng, nguy hiểm hơn và có thể tấn công đồng thời. Đổi lại, Ezio có thể sử dụng cận chiến và vũ khí tầm xa cùng một lúc, và sau khi giết chết một kẻ địch, người chơi có thể bắt đầu một chuỗi tất sát những tên khác một cách nhanh chóng. Ezio còn có thể ném vũ khí hạng nặng (rìu, giáo, và kiếm) vào kẻ địch. Có nhiều mẫu kẻ thù mới thêm vào những mẫu sẵn có trong Assassin Creed II như kỵ binh, xạ thủ, vệ sĩ của Giáo hoàng...Ngựa đóng một vai trò lớn hơn trong Brotherhood, không chỉ được sử dụng như một phương tiện di chuyển (lần đầu tiên trong series game ngựa có thể chạy bên trong thành phố), mà còn là một phần của hệ thống chiến đấu. Các vũ khí tầm xa như nỏ, súng...có thể dùng khi cưỡi ngựa, và nhiều động tác ám sát trên lưng ngựa cũng được thêm vào.
Không giống như các phiên bản trước, Desmond có thể rời khỏi Animus bất kỳ lúc nào. Điều này cho phép Desmond khám phá thị trấn Monteriggioni hiện đại, cũng như đối thoại nhiều hơn với các cộng sự. Người chơi còn được cung cấp hệ thống đào tạo ảo, một mini-game giúp người chơi có thể tập luyện các kỹ năng như chạy tự do hoặc chiến đấu.

### Chơi mạng
Assassin Creed: Brotherhood là game đầu tiên trong series có chế độ multiplayer. Các sát thủ được Templars đào tạo tại cơ sở Abstergo; họ sử dụng các Animi (phiên bản Animus nhiều người dùng) được nhìn thấy ở phần đầu của Assassin Creed II để truy cập vào những ký ức của Templar trong quá khứ và có được các kỹ năng của họ bằng cách sử dụng "bleeding effect". Có tám chế độ chơi (Wanted, Alliance, Manhunt, Chest Capture, Wanted nâng cao, Alliance nâng cao, Escort và Assassinate) và nhiều bản đồ khác nhau, bao gồm cả các khu vực từ phiên bản Assassin Creed II như Florence và các bản đồ mới như Rome, Castel Gandolfo, Siena và Mont Saint-Michel. Các chế độ chơi trong multiplayer cũng tương tự như cách chơi cốt lõi trong chơi đơn, khi người chơi phải sử dụng các kỹ năng ẩn núp và ám sát. Điểm kiếm được bằng cách thực hiện các vụ ám sát, bảo vệ chống lại những kẻ săn đuổi, hoặc hoàn thành mục tiêu của chế độ chơi cụ thể. Các chế độ chơi được phân làm 2 kiểu là đấu đơn (Free-For-All) và đấu đội (Team).
Các chế độ multiplayer cũng bao gồm một hệ thống cấp độ (level), cho phép người chơi kiếm điểm kinh nghiệm trong các trận đấu và đạt được cấp độ mới. Sau đó người chơi có thể mở khóa các abilities, perks và streaks. Abilities là kỹ năng chủ động, có thể được kích hoạt lại sau một thời gian hồi chiêu. Perks là những kỹ năng thụ động, được trang bị trước trận đấu và dùng như một kiểu chỉ số cộng thêm xuyên suốt trận đấu đó. Streaks là những huy hiệu thưởng thêm được trao cho việc đạt một số lượng nhất định các tiêu chí cụ thể. Phiên bản beta multiplayer, độc quyền trên hệ máy PlayStation 3 được công bố tại E3 2010, bao gồm ba bản đồ là Rome, Castel Gandolfo và Siena.

## Nội dung

### Cốt truyện
Sau khi thoát khỏi cuộc tấn công của các Templar trong Assassin Creed II, Desmond Miles, Lucy Stillman, Rebecca Crane và Shaun Hastings trốn đến Monteriggioni, thiết lập một nơi ẩn náu mới trong đống đổ nát của biệt thự Auditore. Sau khi khôi phục hệ thống điện trong đường hầm cũ dưới căn biệt thự, các Assassin lại tiếp tục truy cập vào ký ức của Ezio Auditore bằng cỗ máy Animus 2.0 (cũng là giao diện bộ nhớ của trò chơi). Nhiệm vụ của họ là tiếp tục tìm kiếm tung tích của Apple of Eden, một vật quan trọng và bí ẩn có thể ngăn chặn các thảm họa sắp xảy ra.
Câu chuyện của Ezio vẫn tiếp tục từ năm 1499, sau khi anh vào được Vault và gặp Minerva. Ezio lấy lại Apple of Eden (được anh dùng trong phần trước để vào Vault) và cùng với chú của mình là Mario Auditore trốn thoát khỏi Rome trở về thị trấn Monteriggioni. Khi về nhà, Ezio thông báo với các thành viên hội Assassins rằng cuộc báo thù của mình đã kết thúc; tuy nhiên Niccolò Machiavelli không bằng lòng với quyết định tha chết cho Rodrigo Borgia (nay là Giáo hoàng Alexander VI) của Ezio. Sáng hôm sau, Monteriggioni bị quân của Cesare Borgia, con trai của Rodrigo bao vây và tấn công hủy diệt. Cesare giết chết Mario và chiếm lấy Apple. Ezio cùng với gia đình của mình chạy thoát và một lần nữa đến Rome, trung tâm quyền lực của hội Templar ở Ý, một lần nữa tìm cách báo thù chống lại nhà Borgia. Ở đó, anh nhận thấy các Assassins đang thất bại trong cuộc chiến chống tham nhũng. Quyết tâm xây dựng lại Hội, Ezio thuyết phục Machiavelli rằng anh có thể phát triển ở Rome một hội Huynh đệ (Brotherhood) đủ mạnh để tiêu diệt các Templar và kẻ thù mới Cesare.
Trong bốn năm tiếp theo, Ezio thực hiện nhiều cách thức khác nhau nhằm tê liệt ảnh hưởng của nhà Borgia ở Rome, phá hoại sức mạnh của Cesare và ám sát những nhân vật thân cận của hắn, từng bước giúp Rome khôi phục lại vinh quang trước đây và trở thành người lãnh đạo cao nhất của Assassin Order tại Ý. Trong thời gian này, em gái của Ezio là Claudia cũng được kết nạp và trở thành một Assassin.
Cesare ngày càng yêu cầu Rodrigo cung ứng thêm tiền và thậm chí đòi sở hữu cả Apple. Rodrigo từ chối và cố gắng đầu độc con trai của mình khi nhận ra ham muốn quyền lực ngày một lớn của hắn. Tuy nhiên Cesare lại cao tay hơn và dùng cách tương tự để giết Rodrigo. Ezio tận mắt chứng kiến cảnh đó và biết được Apple đang được giấu bên trong   Thánh Đường St.Phêrô. Anh lấy lại Apple và sử dụng nó áp đảo lực lượng của Cesare; Cesare bị quân của Giáo hoàng Julius II bắt và tống giam. Một thời gian sau, hắn ta được vua John III của Navarre giải thoát và đem quân bao vây thành phố Viana. Ezio truy sát Cesare và giết hắn trên mặt thành một lâu đài đổ nát. Sau đó anh đem Apple giấu vào trong một First Civilization Temple (Ngôi đền của Nền văn minh Đầu tiên) bên dưới nhà thờ Santa Maria ở Aracoeli.
Sử dụng tọa độ lấy được từ ký ức của Ezio, Desmond, Lucy, Shaun và Rebecca đến ngôi đền; họ định dùng Apple xác định vị trí các ngôi đền còn lại nhằm giữ các mảnh Eden xa khỏi bàn tay của Templar. Desmond tìm cách vào được đền thờ, anh gặp một ảnh nổi ba chiều của Juno, một người cùng chủng tộc với Minerva; tuy bà ta không thể nghe hay nhìn thấy Lucy, Shaun, hay Rebecca. Khác với Minerva, Juno cho rằng nhân loại là những kẻ "ngây thơ và ngu dốt". Desmond tiếp cận được Apple và chạm tay vào nó, thời gian bỗng trở nên đóng băng, mặc dù anh vẫn có thể di chuyển và nói chuyện. Juno không chấp nhận Desmond là hậu duệ mà là kẻ thù của chủng tộc bà ta; bà ta cũng nói rằng có một người phụ nữ đi cùng Desmond đi qua "cánh cổng" mà chưa được phép. Juno điều khiển cơ thể Desmond và buộc anh phải đâm vào bụng Lucy. Cả hai rơi xuống mặt đất, Lucy chết và Desmond rơi vào tình trạng hôn mê. Trò chơi kết thúc bằng giọng của hai người đàn ông đang thảo luận về việc có nên đưa Desmond trở lại Animus.